# 虛擬局域網擴展
虛擬局域網擴展（英語：Virtual Extensible LAN）是一種網路虛擬化技術，它試圖改善大雲計算部署相關的可擴展性問題。它採用類似VLAN封裝技術封裝基於MAC含括第4層的UDP封包的OSI第2層乙太網幀，使用4789作為預設分配的IANA目的地UDP埠號。
VXLAN是努力覆蓋封裝協議的演變，它提高了可擴展性達1600萬個邏輯網絡，並允許透過IP網路鄰接第2層。使用HER（Head-End Replication）的多播或單播是用來淹沒BUM（broadcast，unknown destination address，multicast）流量。
VXLAN規格一開始是由 VMware、Arista Networks和Cisco建立的，其他的VXLAN技術擁護者包括Huawei、Broadcom、Citrix、Pica8、Cumulus Networks、Dell、Mellanox、 OpenBSD、 Red Hat 和 Juniper Networks。
VXLAN正式由IETF記錄在RFC 7348內。Open vSwitch支持VXLAN覆蓋網絡。

## VXLAN的作用
VXLAN可以為網路提供以下作用：
- 突破VLAN的最多4096個終端的數量限制，以滿足大規模雲計算數據中心的需求。目前因為現在虛擬化技術的發展，在數據中心裏的伺服器都模擬成虛擬機（VM），而且VM一般都會需要分割成組，達成二層隔離，目前大多是透過VLAN技術實現的。但VLAN技術的缺陷是VLAN Header預留的長度只有12 bit，最多只能支持4096個，無法滿足日益增長的需求。目前VXLAN的報文Header內有24 bit，可以支持224次方的VNI個數。(VXLAN中透過VNI來識別，相當於VLAN ID)
- 解決STP在大型網路設備頻寬浪費和收斂性能變慢的缺陷。在數據中心一旦啟動STP，將導致鏈路頻寬的浪費。此外，當拓撲增加到二百台網路設備時，收斂性能會顯變慢。
- 解決ToR（Top of Rack）交換機MAC表耗盡問題。二層網路出現後，不僅要記錄數據中心二層設備的MAC位址，還得記錄其他數據中心二層範圍內的位址，這包括了海量的虛擬機器的MAC位址，這增加了TOR MAC表的需求。但目前的交換機晶片遠遠無法滿足此一需求。